# Elam (Bible)
Pour les articles homonymes, voir Elam.
Elam (en hébreu :  עֵילָם) (Livre de la Genèse 10:22, Livre d’Esdras 4:9) est dit être, dans la Bible hébraïque, l'un des fils de Sem, le fils de Noé. Le nom est également utilisé pour l'ancien pays d'Élam dans ce qui est aujourd'hui le sud de l'Iran. Cela implique que les Élamites étaient considérés comme des Sémites par les Hébreux. Leur langue n'était pas l'une des langues sémitiques, mais est considérée comme un isolat linguistique.

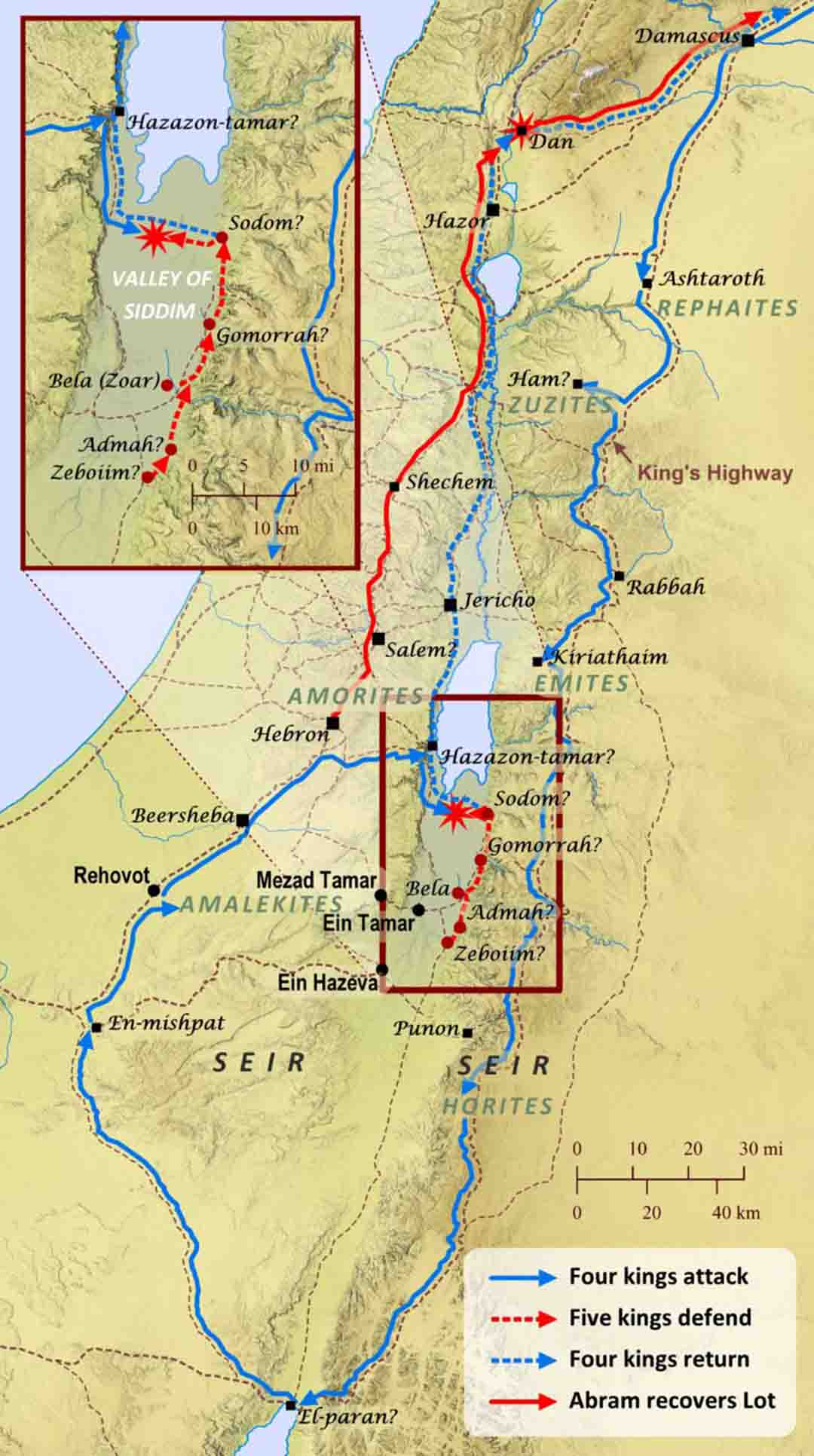
Carte de la Bataille de la vallée de Sittim

Élam (la nation) est également mentionnée dans Livre de la Genèse 14, décrivant la guerre de la vallée de Sittim, ancienne guerre à l'époque d'Abraham, impliquant Kedorlaomer, le roi d'Elam à cette époque. Les prophéties du Livre d'Isaïe (11:11, 21:2, 22:6) et du Livre de Jérémie (25:25) mentionnent également Elam. La dernière partie de Jérémie 49 est un oracle apocalyptique contre Elam qui déclare qu'Elam sera dispersé aux quatre vents de la terre, mais « sera, à la fin des jours, que je rendrai leur captivité », une prophétie auto-daté de la première année de Sédécias (597 av. J.-C.).
Le Livre des Jubilés peut refléter une tradition ancienne lorsqu'il mentionne un fils (ou une fille, dans certaines versions) d'Elam nommé « Susan », dont la fille Rasuaya a épousé Arpachshad, ancêtre d'une autre branche de Sémites. Shushan (ou Suse) était l'ancienne capitale de l'empire élamite. Livre de Daniel (Dan. 8:2)

## Table des peuples

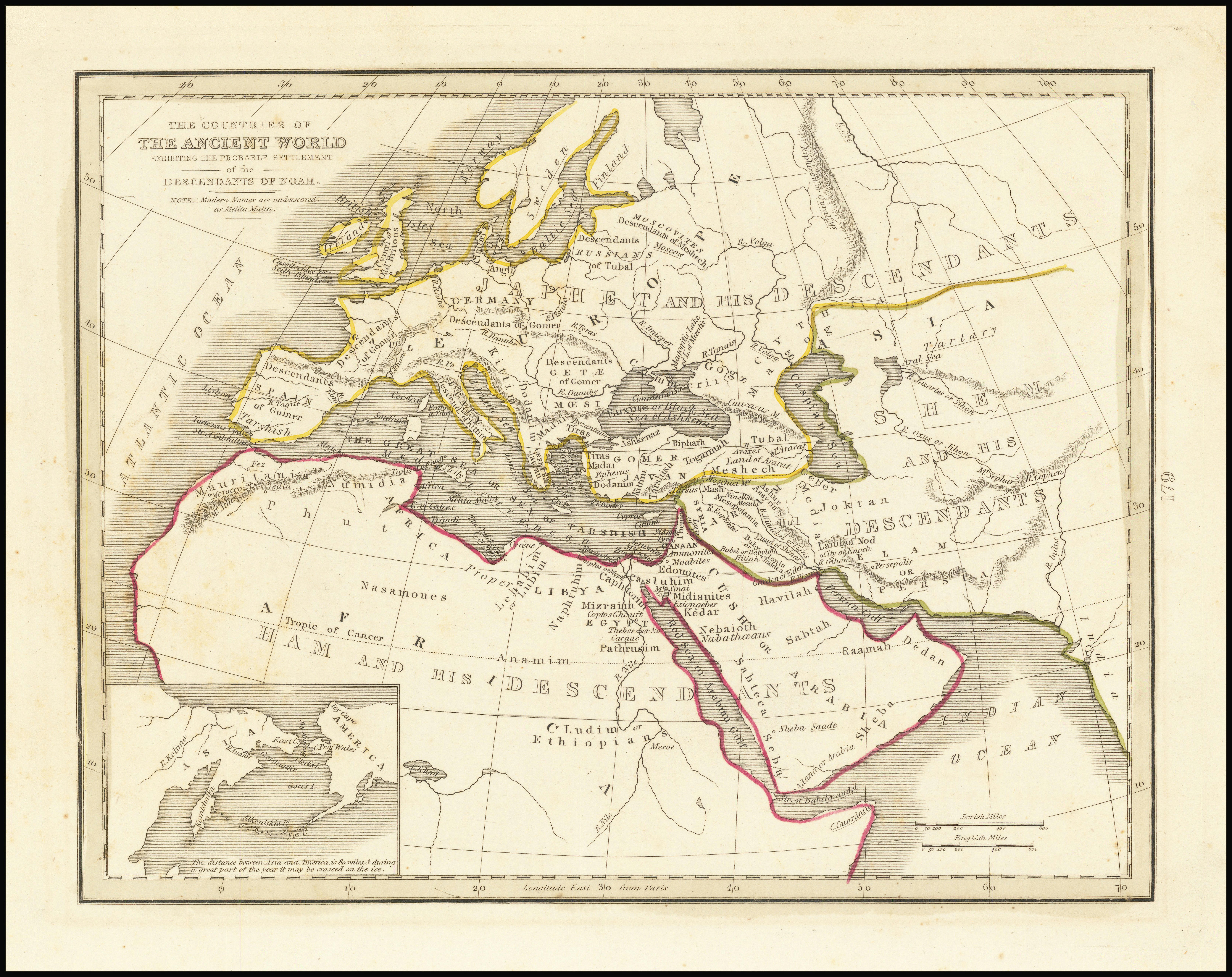
Les pays du monde antique exposant le règlement probable des descendants de Noé.

Appellation donnée à la liste des descendants du patriarche Noé, dans l'Ancien Testament, voir la Table des peuples.